# Zorán II
A Zorán II Sztevanovity Zorán második, 1978-ban megjelent szólóalbuma.

## Történet
A lemez a MAFILM stúdiójában készült Péterdi Péter zenei rendezésében és a Hungarotonnál jelent meg 1978-ban. Az első albumhoz hasonlóan ennek a felvételeit is a Locomotiv GT készítette, kiegészülve Dés Lászlóval, Menyhárt Jánossal, Babos Gyulával és másokkal. A Szerelmes dalt Zorán akkori feleségével, Tarján Györgyivel duettben énekli.
Ez az album a „trilógiaként” is emlegetett első három nagylemez második tagja.

## Az album dalai
Azokat a dalokat, amelyeknél a szerzők nincsenek megnevezve, Presser Gábor és Sztevanovity Dusán írta.

### A oldal
1. Üzenet – 3:46
2. Mi kéne még? – 3:53
3. Hétfő este (Sztevanovity Zorán – Sztevanovity Dusán) – 2:48
4. Valahol mélyen a szívemben – 2:35
5. Szabadon jó (Somló Tamás – Sztevanovity Dusán) – 5:42

### B oldal
1. Én vagyok az – 2:51
2. Romantika – 3:17
3. Szerelmes dal (Karácsony János – Sztevanovity Dusán) – 3:40
4. Tiszta szó (Demjén Ferenc) – 3:42
5. Adj valamit! – 2:20
6. Coda – 2:02

## Külső hivatkozások
- Információk Zorán honlapján Archiválva 2007. január 1-i dátummal a Wayback Machine-ben
- Információk a Hungaroton honlapján